# Poço das Antas
Poço das Antas är en kommun i Brasilien.   Den ligger i delstaten Rio Grande do Sul, i den södra delen av landet, 1 600 km söder om huvudstaden Brasília. Antalet invånare är 2 017.
I omgivningarna runt Poço das Antas växer i huvudsak städsegrön lövskog. Runt Poço das Antas är det ganska glesbefolkat, med 39 invånare per kvadratkilometer.